# Laccophilus vietnamensis
Laccophilus vietnamensis là một loài bọ cánh cứng trong họ Bọ nước. Loài này được miêu tả khoa học năm 1997 bởi Balke & Hendrich, từ một mẫu thu thập ở Lang Biang, Lâm Đồng